# دورة الألعاب الرياضية الأولى لدول مجلس التعاون 2011
دورة الألعاب الرياضية الأولى لدول مجلس التعاون 2011 أول حدث متعدد الرياضات لمجلس التعاون لدول الخليج العربية. عقدت في البحرين من 11 أكتوبر إلى 22 أكتوبر 2011. شارك حوالي 1,500 رياضي في 11 رياضة. افتتح الدورة ملك البحرين حمد بن عيسى آل خليفة في الملعب الرئيسي استاد البحرين الوطني.

## الرياضات
- ألعاب القوى.
- كرة السلة.
- البولينغ.
- الدراجات الهوائية.
- كرة الهدف.
- كرة القدم.
- كرة الطائرة.
- كرة اليد.
- الفروسية.
- تنس الطاولة.
- السباحة.

## ترتيب الميداليات
البلد المستضيف
| الترتيب | منتخب                    | ذهبية | فضية | برونزية | المجموع |
| ------- | ------------------------ | ----- | ---- | ------- | ------- |
| 1       | الكويت                   | 14    | 8    | 7       | 29      |
| 2       | البحرين                  | 8     | 6    | 5       | 19      |
| 3       | قطر                      | 7     | 11   | 2       | 20      |
| 4       | الإمارات العربية المتحدة | 4     | 9    | 8       | 21      |
| 5       | عمان                     | 4     | 2    | 1       | 7       |
| 6       | السعودية                 | 3     | 4    | 16      | 23      |

## التغطية الإعلامية
القناة المضيفة هي قناة أبوظبي الرياضية.